# Dholpur (stato)
Lo Stato di Dholpur fu uno stato principesco del subcontinente indiano, avente per capitale la città di Dholpur.

## Storia
La dinastia regnante nel Dholpur apparteneva al clan Deswali e fanno risalire la loro discendenza a Jai Singh Rajawat di Jaipur, che acquisì i territori presso Bairat, a sud di Alwar. Leale all'imperatore moghul Anang Rao Puar, ricevette il titolo ereditario di rana nel 1068 circa, assieme alle insegne relative. Un secolo dopo un suo discendente, Rana Palun Singh, si alleò con Prithvi Raj Chauhan, e venne ucciso con lui nel 1175. Rana Birhan Pal, figlio di Palun, si stabilì a Bamroli, presso Agra nel 1195. I suoi discendenti ressero la città sin quando il governatore moghul di Agra nel 1367. Rana Ratan Pal, ottavo discendente di Birhan Pal, si mise al servizio del governante Tuar a Gwalior. Suo figlio supportò Raja Barsingh Dev di Gwalior, aiutandolo ad ottenere l'indipendenza dai loro dai locali padroni musulmani nel 1375. Sposò una nobildonna Jat e successivamente si insediò a Baghthurra, presso Gohad.
Rana Sujan Deo, quinto discendente di Rana Ratan Pal, ricevette Gohad da Raja Man Singh di Gwalior nel 1505. Il suo titolo venne riconosciuto anche dall'imperatore Sikander Lodi. Progressivamente la sua discendenza aggiunse altri territori ai loro possedimenti.
Rana Bhim Singh, il tredicesimo governante di Gohad, ebbe successo nel conquistare la fortezza storica di Gwalior nel 1761, ma la perdette sei anni più tardi perché venne conquistata dai mahratta. Il suo successoe, Chhatra Singh, fece di tutto per opporsi a loro alleandosi con ogni nemico di Rao Scindia. Egli assistette l'imperatore quando tornòa Delhi nel 1771, ricavandone grandi titoli e onori. Nel 1779, iniziò delle relazioni con gli inglesi e si unì a loro contro Scindia. Il trattato prevedeva però che al termine del conflitto tra inglesi e mahrata i territori sarebbero dovuti rimanere nelle mani del governante locale che li avrebbe adeguatamente protetti da future invasioni.
Nel 1780 Chhatra Singh recuperò Gwalior con un assedio durato cinque mesi. Scindia alla fine riuscì a riprendere possesso della fortezza nel 1783. Chhatra concluse quindi un nuovo trattato con gli inglesi riuscendo a riprendere Gwalior, ma la perse nuovamente a favore di Scindia nel 1784, che questa volta schiacciò il suo oppositore conquistando l'intera area di Gohad. Chhatra Singh dovette rifugiarsi nella vicina Karauli, ma dovette essere restituito a Scindia come prigioniero di stato, confinato al forte di Gwalior e quindi tranquillamente avvelenato nel 1788.
Il clan Bamraolia era stato effettivamente così distrutto da Scindia dopo vent'anni di combattimenti ma in un bagno di sangue. Tutti i capi locali ad ogni modo convennero nella nomina di un successore nella persona di Kirat Singh, cugino del defunto maharaja. Installato alla fortezza di Baghthurra nel 1803, una volta riproposta l'alleanza con gli inglesi. Essi si accordarono per restituire Gohad al maharana in cambio del suo aiuto nella soppressione del potere dei maratha. Ad ogni modo, una volta cessate le ostilità con la vittoria dei britannici, Scindia si oppose alla restaurazione. Il sovrano locale alla fine si risolse nel 1805 a rinunciare a Gohad, ricevendo in cambio Dholpur, Bari e Rajakhera come compensazione nell'anno successivo. L'antica città di Dholpur divenne quindi la nuova capitale del regno, dando il nome all'intero Stato.
Il maharaja Rana Kirat Singh morì nel 1835, lasciano il suo trono al figlio minore. Il maggiore gli era infatti premorto senza aver lasciato eredi, diciassette anni prima. I primi anni di governo del nuovo sovrano, il maharaja Rana Bhagwat Singh vide sua cognata significativamente coinvolta nell'amministrazione dello Stato. Una volta assunto completamente il trono, egli diede però prova di essere uno dei monarchi più moderni del suo tempo. Mostrò agli inglesi la sua fedeltà nel corso degli ammutinamenti del 1857, salvandone molti da morte certa. Egli inviò inoltre 1.500 uomini per la difesa di Agra. Il suo servizio verso lo Stato britannico venne riconosciuto con la concessione di ulteriori titoli e l'aumento dei colpi di cannone a salve che gli vennero tributati dal governo vittoriano. Morì lasciando il trono a suo nipote dato che suo figlio gli era premorto poco prima.
Ancora minorenne nel 1873, il maharaja Rana Nihal Singh diede prova di essere degno erede di suo padre. Egli assistette gli inglesi durante la spedizione di Tirah del 1882, divenendo così il primo regnante indiano a prestare servizio diretto in un reggimento dell'esercito britannico. In quasi trent'anni di regno egli vide l'avanzamento del suo Stato: organizzò i lavori pubblici, restaurò monumenti, costruì ospedali, magazzini e dispense, creò strade e collegamenti ferroviari. Alla sua morte nel 1901, Dholpur possedeva le infrastrutture più moderne del principato.
Anche il successore di Nihal Singh, il maharaja Rana Ram Singh, fu un disastro. Già all'inizio del suo governo incontrò l'ira di lord Curzon che peggiorò i rapporti dello Stato con la Gran Bretagna. La sua morte prematura nel 1911 lo Stato necessitava di aiuti esterni. Fortunatamente suo fratello minore e successore, il maharaja Rana Udai Bhan Singh, seguì meglio le orme dei suoi predecessori gloriosi. Egli si occupò attivamente di questioni militari, amministrative, politiche, sportive e divenne il monarca ideale anche agli occhi degli inglesi. Mantenne stretti collegamenti con i regnanti circostanti al suo stati, i membri della famiglia reale inglese, i viceré e gli amministratori. Si operò attivamente per colmare la distanza tra i crescenti movimenti indipendentisti ed i governanti britannici. Sfortunatamente per lui poté muoversi solo per poco a causa dell'incombenza della Seconda guerra mondiale, motivo per cui iniziò ad intessere rapporti con Pandit Nehru. Dopo l'indipendenza del 1947, entrò nell'Unione Indiana come Rajpramukh dell'unione del Rajasthan nel 1949.

## Governanti
I governanti del Dholpur avevano il titolo di maharaja. Ottennero l'onore di 15 colpi a salve di cannone dalle autorità inglesi in segno di saluto.
- Kirat Singh, 1806–1836
- Pohap Singh, 1836–1836
- Bhagwant Singh, 1836–1873
- Nihal Singh, 1873–1901
- Ram Singh, 1901–1911
- Udaybhanu Singh, 1911–1948